# Gaitita
La gaitita és un mineral de la classe dels fosfats que pertany al grup de la collinsita. Va rebre el nom el 1980 per Bozidar Darko Sturman i Pete J. Dunn en honor a Robert Irwin Gait (12 de setembre de 1938), mineralogista, comissari de la col·lecció de minerals i joies (1967-1996) del Museu Reial d'Ontario, al Canadà, per les seves contribucions a la mineralogia i l'excel·lència curatorial.

## Característiques
La gaitita és un arsenat de fórmula química Ca₂Zn(AsO₄)₂ · 2H₂O. Va ser aprovada com a espècie vàlida per l'Associació Mineralògica Internacional l'any 1978, sent publicada per primera vegada el 1980. Cristal·litza en el sistema triclínic. La seva duresa a l'escala de Mohs és 5.
Segons la classificació de Nickel-Strunz, la gaitita pertany a «08.CG - Fosfats sense anions addicionals, amb H₂O, amb cations de mida mitjana i gran, RO₄:H₂O = 1:1» juntament amb els següents minerals: cassidyita, col·linsita, fairfieldita, messelita, parabrandtita, talmessita, hillita, brandtita, roselita, wendwilsonita, zincroselita, rruffita, ferrilotharmeyerita, lotharmeyerita, mawbyita, mounanaïta, thometzekita, tsumcorita, cobaltlotharmeyerita, cabalzarita, krettnichita, cobalttsumcorita, niquellotharmeyerita, manganlotharmeyerita, schneebergita, niquelschneebergita, gartrellita, helmutwinklerita, zincgartrel·lita, rappoldita, fosfogartrel·lita, lukrahnita, pottsita i niqueltalmessita.
Les mostres que van servir per a determinar l'espècie, el que es coneix com a material tipus, es troben conservades al Museu Reial d'Ontario, a Ontario (Canadà), amb el número de catàleg: m35388; i al Museu Nacional d'Història Natural, l'Smithsonian, situat a Washington DC (Estats Units), amb el número de registre: 144799.

## Formació i jaciments
Va ser descoberta a la mina Tsumeb, a la localitat de Tsumeb, dins la regió d'Oshikoto (Namíbia). També ha estat descrita a Alemanya, Espanya, Grècia i els Estats Units.